# Почётные граждане Самарской области

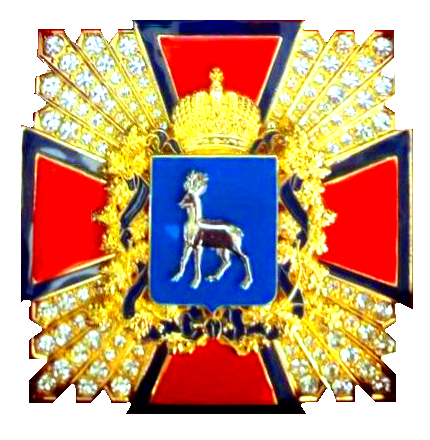
Знак отличия «Почётный гражданин Самарской области»

Почётный гражданин Самарской области — высшая государственная награда региона. Ниже приведён список лиц, которым было присвоено это звание.

## Награжденные
2003 год
- Козлов, Дмитрий Ильич (генеральный директор — генеральный конструктор государственного научно-производственного ракетно-космического центра «ЦСКБ-Прогресс»)
- Ершова, Вера Александровна (артистка Самарского академического театра драмы им. М.Горького)
- Поляков, Виктор Николаевич (директор аналитического центра открытого акционерного общества «АвтоВАЗ», первый директор Волжского автомобильного завода)
- Юлин, Борис Егорович (председатель сельскохозяйственного производственного кооператива (колхоза) имени Калягина Кинельского района области)
- Басс, Анетта Яковлевна (директор государственного учреждения культуры «Самарский областной художественный музей»)
- Оводенко, Максим Борисович (генеральный директор открытого акционерного общества «Самарская металлургическая компания»)

2004 год
- Родионов, Алексей Иванович (заместитель губернатора области — директор департамента по топливно-энергетическому комплексу, химической и нефтехимической промышленности, транспорту и связи администрации области, советник ООО «ЮКОС-Москва», советник генерального директор ОАО «Самаранефтегаз» нефтяной компании «Роснефть»)
- Гройсман, Виталий Александрович (главный врач муниципального учреждения здравоохранения «Городская клиническая больница № 1 города Тольятти»)
- Каданников, Владимир Васильевич (председатель совета директоров ОАО «АвтоВАЗ»)

2005 год
- Монастырский, Пётр Львович (театральный режиссёр, Народный артист СССР)
- Кукушкин, Николай Тимофеевич (член правления закрытого акционерного общества «Северный Ключ» Похвистневского района области)

2006 год
- Ельцин, Борис Николаевич (первый Президент Российской Федерации)
- Ощепков, Владимир Михайлович (профессор кафедры хорового дирижирования и сольного пения Самарского государственного педагогического университета)

2013 год
- Хумарьян, Светлана Петровна (Заслуженный работник культуры РСФСР)

2014 год
- Сойфер, Виктор Александрович (президент Самаского университета СГАУ)

2016 год
- Прусов, Пётр Михайлович (советский и российский автомобильный конструктор, главный конструктор АвтоВАЗа (1998—2003), доктор технических наук)